# アダム・ネメツ
アダム・ネメツ（Adam Nemec 、1985年9月2日  - ）は、スロバキア・バンスカー・ビストリツァ県バンスカー・ビストリツァ出身のプロサッカー選手。元スロバキア代表。ポジションは、フォワード。

## クラブ経歴
2007年8月、FCエルツゲビルゲ・アウエに1年間のレンタル契約で移籍。2008年6月11日、KRCヘンクに4年契約で加入。2009年7月28日、1.FCカイザースラウテルンに3年契約で移籍。
2012年1月27日、FCインゴルシュタット04にシーズンいっぱいの契約で加入。2012年7月24日、1.FCウニオン・ベルリンに2年契約で加入。2013年12月、契約を2年延長。それからわずか5ヶ月後の2014年4月に来シーズンの戦力にカウントしないことを知らされた。
2014－15シーズン前半で5試合に出場した後、双方合意の上で契約を解除した。2015年1月25日にニューヨーク・シティFCに加入。加入当初はスタメンだったが、インパクトを残せなかったことで序列は徐々に低下。結局、9試合594分間のプレーにとどまり無得点1アシストに終わった。2015年8月31日、双方合意で契約を解除。同日、移籍ウインドーの閉まる15分前にヴィレムIIに加入。2016年9月6日、FCディナモ・ブカレストに移籍。2018年8月27日、パフォスFCに加入。2018-19シーズンは16ゴールを決め、リーグ得点王のタイトルを獲得した。  

## 代表歴
2011年2月9日にスロバキア代表デビュー。 

### ゴール
2018年9月5日現在
| No | 開催日         | 開催地           | 対戦国         | 得点 | 結果 | 試合概要                    |
| -- | -------------- | ---------------- | -------------- | ---- | ---- | --------------------------- |
| 1  | 2014年9月4日   | ジリナ           | マルタ         | 1–0  | 1–0  | 親善試合                    |
| 2  | 2014年11月15日 | スコピエ         | 北マケドニア   | 2–0  | 2–0  | UEFA EURO 2016予選          |
| 3  | 2015年3月27日  | ジリナ           | ルクセンブルク | 1–0  | 3–0  | UEFA EURO 2016予選          |
| 4  | 2015年10月12日 | ルクセンブルク市 | ルクセンブルク | 2–0  | 4–2  | UEFA EURO 2016予選          |
| 5  | 2016年5月27日  | ヴェルス         | ジョージア     | 1–0  | 3–1  | 親善試合                    |
| 6  | 2016年5月27日  | ヴェルス         | ジョージア     | 2–0  | 3–1  | 親善試合                    |
| 7  | 2016年10月11日 | トルナヴァ       | スコットランド | 3–0  | 3–0  | 2018 FIFAワールドカップ予選 |
| 8  | 2016年11月11日 | トルナヴァ       | リトアニア     | 1–0  | 4–0  | 2018 FIFAワールドカップ予選 |
| 9  | 2017年3月26日  | タカリ           | マルタ         | 3–0  | 3–0  | 2018 FIFAワールドカップ予選 |
| 10 | 2017年10月8日  | トルナヴァ       | マルタ         | 1–0  | 3–0  | 2018 FIFAワールドカップ予選 |
| 11 | 2017年10月8日  | トルナヴァ       | マルタ         | 2–0  | 3–0  | 2018 FIFAワールドカップ予選 |
| 12 | 2018年5月31日  | トルナヴァ       | オランダ       | 1–0  | 1–1  | 親善試合                    |
| 13 | 2018年9月5日   | トルナヴァ       | デンマーク     | 1–0  | 3–0  | 親善試合                    |